# Електрична резонанца
Електрична резонанца или електрична резонанција наступа у електричном колу када је при одређеној учестаности електрична импеданса између улаза и излаза најмања односно када је пренос енергије највећи.
Електрична кола која су са намером направљена за остваривање електричне резонанце називају се осцилаторним колима. Најпростије осцилаторно коло се састоји од калема и кондензатора. Резонанца у редном осцилаторном колу, које се састоји од кондензатора, калема и отпорника везаних у ред, наступа када је задовољен услов да је импеданса кола чисто омска отпорност:
где је: X - импеданса у колу, L - индуктивност калема, C - капацитивност кондензатора, f - резонантна фреквенција.